# Gheldria (città)
Gheldria (in tedesco Geldern; in olandese Gelderen) è una città di 33 733 abitanti della Renania Settentrionale-Vestfalia, in Germania.

Appartiene al circondario (Kreis) di Kleve (targa KLE, GEL).
Gheldria si fregia del titolo di "Media città di circondario" (Mittlere kreisangehörige Stadt).

## Geografia fisica
La città è posta nelle pianure settentrionali della Renania, sulla sponda sinistra del Reno, è inoltre toccata dal fiume Niers.

## Storia
Secondo una leggenda locale, Gheldria sarebbe stata fondata da due nobili nel punto in cui avrebbero ucciso un dragone che, prima di morire avrebbe detto: Gelre! Gelre! Il primo documento che la menziona risulta datato 812. Attorno al 1107 vi fissarono la loro residenza i conti di Gheldria, che proprio dalla città presero il nome. Nel XIII secolo Gheldria si dotò di un sistema di mura difensive, ottenne lo status di città e divenne capitale della contea. Nel XVI secolo venne disputata a lungo tra gli spagnoli e gli olandesi, infatti tra il 1543 ed il 1578, fu sotto il controllo dei primi che, dopo un intervallo di nove anni, la riebbero in loro possesso fino al 1703. Al termine della guerra di successione spagnola Gheldria, che già dal 1703 era caduta sotto il controllo prussiano, entrò a far parte del Regno di Prussia. Nel 1764 il re Federico II di Prussia ordinò la demolizione delle mura cittadine. Esattamente trent'anni dopo Gheldria fu occupata dai francesi, entrò quindi nel circondario di Kleve, nel dipartimento della Roer. Ritornata sotto il dominio prussiano nel 1816, venne inglobata nella nuova provincia di Jülich-Kleve-Berg, inoltre, nel 1863, grazie alla costruzione di una ferrovia, le comunicazioni con Colonia vennero facilitate. Durante la seconda guerra mondiale, tra il 1944 ed il 1945 venne pesantemente bombardata ed andarono distrutti tra l'altro il castello Haag e la chiesa di Maria Maddalena, ricostruita nel 1952.

## Società

### Evoluzione demografica
Per tutta la seconda metà del XIX secolo e la prima del XX la popolazione di Gheldria non aveva subito grandi aumenti, infatti se nel 1885 vi erano 5.690 abitanti, nel 1937 ve n'erano 7.228. Dopo la fine della Seconda guerra mondiale però, la popolazione, grazie a migliori condizioni economiche, crebbe sensibilmente passando ai 33.314 del 2003.

## Cultura
L'evento più importante che ospita Gheldria è una manifestazione di arte di strada, che attira diversi artisti internazionali.

## Geografia antropica

### Suddivisioni amministrative
Alla città di Gheldria appartengono 7 frazioni (Ortschaft):
- Hartefeld
- Kapellen
- Lüllingen
- Pont
- Veert
- Vernum
- Walbeck

## Economia

### Turismo
La città non possiede monumenti di pregio, ma nei dintorni si possono effettuare delle passeggiate attorno ai ruderi del castello Haag e lungo la Fossa Eugeniana, un canale mai completato. Sempre nelle vicinanze vi sono diversi mulini a vento.

## Infrastrutture e trasporti
Gheldria possiede una propria rete di trasporti pubblici ed ha inoltre una stazione ferroviaria lungo la linea che collega Düsseldorf e Kleve. Vicino vi è l'Aeroporto di Weeze e quello, decisamente più importante, di Düsseldorf.

## Amministrazione

### Gemellaggi
Gheldria è gemellata con:
- Bree, dal 1986
- Fürstenberg/Havel, dal 1990